# Trochus
Trochus là một chi ốc biển có kích thước vừa đến rất lớn. Chúng là động vật thân mềm chân bụng sống ở biển trong họ Trochidae, họ ốc đụn.
Trochus niloticus, ví dụ, là loài ốc rất lớn, dài đến 13 cm, sinh sống ở Ấn-Thái Bình Dương. Loài này được khai tách thương mại để làm nút xà cừ.

## Các loài
Các loài trong chi Trochus gồm :

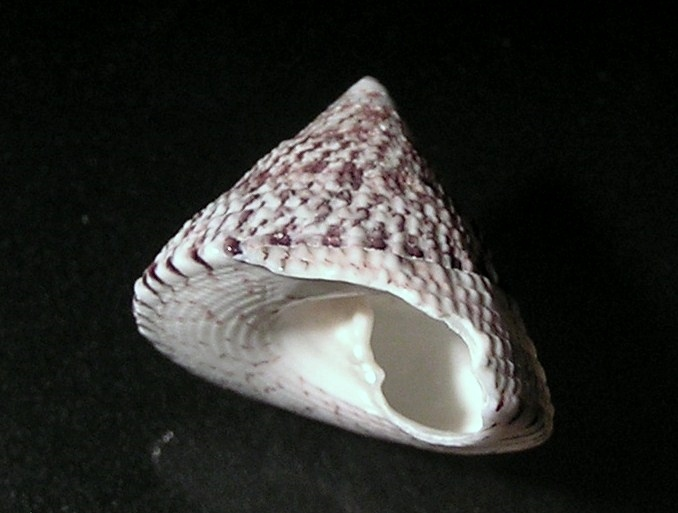
Vỏ ốc Trochus tomlini

- † Trochus antipodum Wilckens, 1922
- Trochus calcaratus Souverbie in Souverbie & Montrouzier, 1875
- Trochus californicus (A. Adams, 1853)
- Trochus camelophorus Webster, 1906
- Trochus cariniferus Reeve, 1842
- Trochus chloromphalus (A. Adams, 1851)
- Trochus concinnus Philippi, 1846
- Trochus cumingii A. Adams, 1853
- Trochus elegantulus W. Wood, 1828
- Trochus erithreus Brocchi, 1821
- Trochus fastigiatus A. Adams, 1853
- Trochus ferreirai Bozzetti, 1996
- Trochus firmus Philippi, 1849
- Trochus flammulatus Lamarck, 1822
- Trochus fultoni Melvill, 1898
- Trochus histrio Reeve, 1848
- Trochus intextus Kiener, 1850
- Trochus kochii Philippi, 1844
- Trochus kotschyi Philippi, 1849
- Trochus laciniatus Reeve, 1861
- Trochus maculatus Linnaeus, 1758
- Trochus nigropunctatus Reeve, 1861
- Trochus noduliferus Lamarck, 1822
- Trochus obesus Reeve, 1861
- Trochus ochroleucus Gmelin, 1791
- Trochus radiatus Gmelin, 1791
- Trochus rota Dunker, 1860
- Trochus sacellum Philippi, 1855
- Trochus squarrosus Lamarck, 1822
- Trochus stellatus Gmelin, 1791
- † Trochus subanceps Sinzow, 1897
- Trochus subincarnatus P. Fisher, 1879
- Trochus submorum (Abrard, 1942)
- Trochus tentorium Gmelin, 1791
- Trochus tubiferus Kiener, 1850
- Trochus venetus Reeve, 1862
- Trochus zhangi Dong, 2002

## Synonyms
- Trochus abanteus Nardo, 1847: synonym of Jujubinus montagui (Wood, 1828)
- Trochus abrodiaetus Nardo, 1847: synonym of Gibbula adriatica (Philippi, 1844)
- Trochus abyssorum E.A. Smith, 1891: synonym of Bathybembix abyssorum (E. A. Smith, 1891)
- Trochus acinosus Gould, 1849: synonym of Coelotrochus viridis (Gmelin, 1791)
- Trochus acuminatus Wood, 1828: synonym of Bembicium nanum (Lamarck, 1822)
- Trochus acuminatus Perry, 1811: synonym of Cantharidus opalus (Martyn, 1784)
- Trochus acutangulus Philippi : synonym of Trochus maculatus Linnaeus, 1758
- Trochus adansoni [sic]: synonym of Gibbula adansonii (Payraudeau, 1826)
- Trochus adansonii Payraudeau, 1826: synonym of Gibbula adansonii (Payraudeau, 1826)
- Trochus adriaticus Philippi, 1844: synonym of Gibbula adriatica (Philippi, 1844)
- Trochus adspersus Philippi, 1851: synonym of Calliostoma adspersum (Philippi, 1851)
- Trochus aeglees Watson, 1879: synonym of Calliotropis aeglees (Watson, 1879)
- Trochus aegyptius Gmelin, 1791: synonym of Rubritrochus declivis (Forskål, 1775)
- Trochus agathensis Récluz, 1843: synonym of Gibbula umbilicalis (da Costa, 1778)
- Trochus agrestis Philippi, 1843: synonym of Calliostoma zizyphinum (Linnaeus, 1758)
- Trochus alabastrum Reeve, 1858: synonym of Euchelus alabastrum (Reeve, 1858)
- Trochus alabastrum Lovén, 1846: synonym of Calliostoma occidentale (Mighels & C. B. Adams, 1842)
- Trochus albidus Wood W., 1828: synonym of Calliostoma zizyphinum (Linnaeus, 1758)
- Trochus albidus Gmelin, 1791: synonym of Gibbula albida (Gmelin, 1791)
- Trochus altus Reeve (non Philippi), 1862: synonym of Trochus maculatus Linnaeus, 1758
- Trochus alveolatus Philippi, 1851: synonym of Gibbula spratti (Forbes, 1844)
- Trochus amabilis Jeffreys, 1865: synonym of Solariella amabilis (Jeffreys, 1865)
- Trochus americanus Gmelin, 1791: synonym of Lithopoma americanum (Gmelin, 1791)
- Trochus angulatus Tokunaga, 1906: synonym of Conotalopia ornata (G. B. Sowerby III, 1903)
- Trochus anomala d'Orbigny, 1842: synonym of Vitrinella anomala (d'Orbigny, 1842)
- Trochus ardens Salis Marschlins, 1793: synonym of Gibbula ardens (Salis Marschlins, 1793)
- Trochus areola Gmelin, 1791: synonym of Heliacus (Heliacus) areola areola (Gmelin, 1791): synonym of Heliacus areola (Gmelin, 1791)
- Trochus argenteonitens Lischke, 1872: synonym of Ginebis argenteonitens (Lischke, 1872)
- Trochus armillatus Wood, 1828: synonym of Astele armillata (Wood, 1828)
- Trochus articulatus (Lamarck, 1822): synonym of Phorcus articulatus (Lamarck, 1822)
- Trochus asper Gmelin, 1791: synonym of Euchelus asper (Gmelin, 1791)
- Trochus asteriscus Reeve, 1843: synonym of Astralium asteriscum (Reeve, 1843)
- Trochus atratus Wood, 1828: synonym of Osilinus atratus (Wood, 1828)
- Trochus attenuatus Jonas, 1844: synonym of Tosatrochus attenuatus (Jonas, 1844)
- Trochus auratus Quoy & Gaimard, 1834: synonym of Bembicium auratum (Quoy & Gaimard, 1834)
- Trochus aureus Jonas, 1844: synonym of Bellastraea aurea (Jonas, 1844)
- Trochus baccatus G.B. Sowerby, 1889: synonym of Infundibulops cariniferus (Reeve, 1842)
- Trochus basteroti Hoernes, 1848: synonym of Gibbula adriatica (Philippi, 1844)
- Trochus baudoni Monterosato, 1891: synonym of Jujubinus baudoni (Monterosato, 1891)
- Trochus belcheri Philippi, 1849: synonym of Monilea belcheri (Philippi, 1849)
- Trochus bellardii Issel, 1869: synonym of Ethalia bellardii (Issel, 1869)
- Trochus biasoletti Philippi, 1836: synonym of Gibbula albida (Gmelin, 1791)
- Trochus bicanaliculatus Dunker in Philippi, 1844: synonym of Diloma bicanaliculata (Dunker in Philippi, 1844)
- Trochus bicarinatus Gray J.E., 1834: synonym of Gibbula magus (Linnaeus, 1758)
- Trochus bicolor Perry, G., 1811: synonym of Trochus radiatus Gmelin, 1791
- Trochus bicolor Risso, 1826: synonym of Jujubinus exasperatus (Pennant, 1777)
- Trochus bilabiatus Philippi, 1846: synonym of Danilia tinei (Calcara, 1839)
- Trochus bornii Cantraine, 1835: synonym of Gibbula albida (Gmelin, 1791)
- Trochus brevispina Lamarck, 1822: synonym of Lithopoma brevispina (Lamarck, 1822)
- Trochus broderipi Philippi, 1855: synonym of Astele rubiginosa (Valenciennes, 1846)
- Trochus brunneus Philippi, 1849: synonym of Tegula brunnea (Philippi, 1849)
- Trochus caelatus Gmelin, 1791: synonym of Lithopoma caelatum (Gmelin, 1791)
- Trochus calcaratus Souverbie in Souverbie & Montrouzier, 1875: synonym of Infundibulum calcaratum (Souverbie in Souverbie & Montrouzier, 1874)
- Trochus callicoccus Philippi, 1849: synonym of Trochus maculatus Linnaeus, 1758
- Trochus calliferus Lamarck, 1822: synonym of Monilea callifera (Lamarck, 1822)
- Trochus callosus Koch in Philippi, 1844: synonym of Ethalia sanguinea Pilsbry, 1905
- Trochus calyptraeformis Lamarck, 1822: synonym of Sigapatella calyptraeformis (Lamarck, 1822)
- Trochus canaliculatus Lamarck, 1818: synonym of Euchelus atratus (Gmelin, 1791)
- Trochus cancellatus Jeffreys, 1883: synonym of Vetulonia paucivaricosa (Dautzenberg, 1889)
- Trochus candei d'Orbigny, 1844: synonym of Gibbula candei (d'Orbigny, 1844)
- Trochus capensis Gmelin, 1791: synonym of Gibbula capensis (Gmelin, 1791)
- Trochus carinatus d'Orbigny, 1842: synonym of Vitrinella carinata (d'Orbigny, 1842)
- Trochus carmesinus Webster, 1908: synonym of Coelotrochus carmesinus (Webster, 1908)
- Trochus charopus Watson, 1879: synonym of Solariella charopa (Watson, 1879)
- Trochus chemnitzii Philippi, 1848: synonym of Calliostoma zizyphinum (Linnaeus, 1758)
- Trochus chinensis Philippi, 1841: synonym of Stellaria chinensis (Philippi, 1841)
- Trochus chrysolaemus Martens, 1880: synonym of Priotrochus goudoti (Fischer, 1878)
- Trochus cicatricosus Philippi, 1843: synonym of Bembicium auratum (Quoy & Gaimard, 1834)
- Trochus cicer Menke, 1844: synonym of Gibbula cicer (Menke, 1844)
- Trochus ciliaris Menke, 1843: synonym of Astele ciliaris (Menke, 1843)
- Trochus cinctus Philippi, 1836: synonym of Solariella cincta (Philippi, 1836)
- Trochus cinerarius Linnaeus, 1758: synonym of Gibbula cineraria (Linnaeus, 1758)
- Trochus cinerascens Anton, 1838: synonym of Gibbula leucophaea (Philippi, 1836)
- Trochus cinereus Blainville, 1826 non Linnaeus, 1758: synonym of Gibbula umbilicalis (da Costa, 1778)
- Trochus cingulatus Grube, 1839: synonym of Jujubinus striatus (Linnaeus, 1758)
- Trochus circulatus Anton, 1849: synonym of Euchelus circulatus (Anton, 1849)
- Trochus clanguloides Wood, 1828: synonym of Clanculus clanguloides (Wood, 1828)
- Trochus clathratus Aradas, 1847: synonym of Putzeysia wiseri (Calcara, 1842)
- Trochus clelandi W. Wood, 1828: synonym of Clelandella miliaris (Brocchi, 1814)
- Trochus clodianus Nardo, 1847: synonym of Gibbula albida (Gmelin, 1791)
- Trochus colubrinus Gould, 1849: synonym of Phorcus sauciatus (Koch, 1845)
- Trochus concameratus W. Wood, 1828: synonym of Diloma concamerata (Wood, 1828)
- Trochus concavus Gmelin, 1791: synonym of Infundibulum concavum (Gmelin, 1791)
- Trochus conchyliophorus Born, 1780: synonym of Xenophora conchyliophora (Born, 1780)
- Trochus concinnus Philippi, 1846: synonym of Trochus tubiferus Kiener, 1850
- Trochus conicus Donovan, 1803: synonym of Jujubinus striatus (Linnaeus, 1758)
- Trochus conoidalis Pease, 1868: synonym of Peasiella conoidalis (Pease, 1868)
- Trochus consors Lischke, 1872: synonym of Calliostoma consors (Lischke, 1872)
- Trochus constellatus Souverbie, 1863: synonym of Diloma constellata Souverbie, 1863
- Trochus conuloides Lamarck, 1822: synonym of Calliostoma zizyphinum (Linnaeus, 1758)
- Trochus conulus Linnaeus, 1758: synonym of Calliostoma conulus (Linnaeus, 1758)
- Trochus cookii Gmelin, 1791: synonym of Cookia sulcata (Lightfoot, 1786)
- Trochus corallinus E.A. Smith, 1875: synonym of Homalopoma amussitatum (Gould, 1861)
- Trochus corallinus Gmelin, 1791: synonym of Clanculus corallinus (Gmelin, 1791)
- Trochus corcyrensis Stossich, 1865: synonym of Phorcus articulatus (Lamarck, 1822)
- Trochus corrugata Koch, 1843: synonym of Monilea callifera (Lamarck, 1822)
- Trochus cossurensis Monterosato, 1875: synonym of Gibbula rarilineata (Michaud, 1829)
- Trochus costalis Gould, 1841: synonym of Margarites costalis (Gould, 1841)
- Trochus cranchi Leach, 1852: synonym of Calliostoma zizyphinum (Linnaeus, 1758)
- Trochus crassus (Pulteney, 1799): synonym of Osilinus lineatus (da Costa, 1778)
- Trochus creniferus Kiener: synonym of Trochus incrassatus Lamarck, 1822
- Trochus crenulatus Brocchi, 1814: synonym of Jujubinus exasperatus (Pennant, 1777)
- Trochus crispulus Philippi, 1844: synonym of Putzeysia wiseri (Calcara, 1842)
- Trochus crispus König, 1825: synonym of Xenophora (Xenophora) crispa (König, 1825)
- Trochus cruciatus Linnaeus, 1758: synonym of Clanculus cruciatus (Linnaeus, 1758)
- Trochus cruentatus Mühlfeld, 1824: synonym of Arene cruentata (Mühlfeld, 1824)
- Trochus cumingii Philippi, 1846: synonym of Tectarius cumingii (Philippi, 1846)
- Trochus cunninghami Gray, 1834: synonym of Calliostoma selectum (Dillwyn, 1817)
- Trochus cylindraceus Dillwyn, 1817: synonym of Heliacus cylindricus (Gmelin, 1791)
- Trochus cylindricus Gmelin, 1791: synonym of Heliacus cylindricus (Gmelin, 1791)
- Trochus cyrnaeus Requien, 1848: synonym of Jujubinus montagui (Wood, 1828)
- Trochus dama Philippi, 1848: synonym of Monodonta dama (Philippi, 1848)
- Trochus dejacobi Aradas & Benoit, 1841: synonym of Jujubinus exasperatus (Pennant, 1777)
- Trochus delicatulus Philippi, 1846: synonym of Coelotrochus tiaratus (Quoy & Gaimard, 1834)
- Trochus delicatus Jeffreys, 1883: synonym of Margarites luciae (G. Seguenza, 1876)
- Trochus delpretei Caramagna, 1888: synonym of Vaceuchelus delpretei (Caramagna, 1888)
- Trochus dentatus Forskål in Niebuhr, 1775: synonym of Tectus (Tectus) dentatus (Forskål in Niebuhr, 1775)
- Trochus depictus Deshayes, 1835: synonym of Jujubinus striatus (Linnaeus, 1758)
- Trochus depressus Martens, 1874: synonym of Clanculus miniatus (Anton, 1838)
- Trochus dianthus P. Fischer, 1879: synonym of Spectamen bellulum (Angas, 1869)
- Trochus diaphanus Gmelin, 1791: synonym of Calliostoma punctulatum (Martyn, 1784)
- Trochus diaphanus d'Orbigny, 1842: synonym of Vitrinella diaphana (d'Orbigny, 1842)
- Trochus dilectus Sowerby III, 1899: synonym of Pseudominolia articulata (Gould, 1861)
- Trochus diminutivus Reeve, 1862: synonym of Peasiella tantilla (Gould, 1849)
- Trochus discrepans Brown, 1818: synonym of Calliostoma zizyphinum (Linnaeus, 1758)
- Trochus divaricatus Fabricius, 1780: synonym of Lacuna vincta (Montagu, 1803)
- Trochus divaricatus Linnaeus, 1758: synonym of Gibbula divaricata (Linnaeus, 1758)
- Trochus dnopherus Watson, 1879: synonym of Margarites dnopherus (Watson, 1879)
- Trochus dolabratus Linnaeus, 1758: synonym of Pyramidella dolabrata (Linnaeus, 1758)
- Trochus drepanensis Brugnone, 1873: synonym of Gibbula drepanensis (Brugnone, 1873)
- Trochus dubius Philippi, 1844: synonym of Calliostoma conulum (Linnaeus, 1758): synonym of Calliostoma conulus (Linnaeus, 1758)
- Trochus dumerili Risso, 1826: synonym of Jujubinus exasperatus (Pennant, 1777)
- Trochus elatus Brusina, 1865: synonym of Gibbula varia (Linnaeus, 1758)
- Trochus electissimus Bean in Thorpe, 1844: synonym of Gibbula cineraria (Linnaeus, 1758)
- Trochus elegans de Blainville, 1830: synonym of Jujubinus exasperatus (Pennant, 1777)
- Trochus elegans Gmelin, 1791: synonym of Cantharidus purpureus (Gmelin, 1791)
- Trochus elegantissimus Costa O.G., 1861: synonym of Mathilda cochlaeformis Brugnone, 1873
- Trochus elongatus Wood, 1828: synonym of Tosatrochus attenuatus (Jonas, 1844)
- Trochus eltoniae Lowe, 1861: synonym of Gibbula cineraria (Linnaeus, 1758)
- Trochus episcopus Hombron & Jacquinot, 1954: synonym of Cantharidus capillaceus (Philippi, 1849)
- Trochus erithreus Brocchi, 1821: synonym of Infundibulops erithreus (Brocchi, 1821)
- Trochus erythraeus Brocchi, 1821: synonym of Infundibulops erithreus (Brocchi, 1821)
- Trochus erythreus [sic]: synonym of Infundibulops erithreus (Brocchi, 1821)
- Trochus erythroleucos Gmelin, 1791: synonym of Jujubinus exasperatus (Pennant, 1777)
- Trochus euryomphalus Jonas, 1844: synonym of Tegula euryomphala (Jonas, 1844)
- Trochus eucosmus Philippi, 1848: synonym of Trochus radiatus Gmelin, 1791
- Trochus euxinicus Andrzeiewsky, 1837: synonym of Gibbula leucophaea (Philippi, 1836)
- Trochus exasperatus Pennant, 1777: synonym of Jujubinus exasperatus (Pennant, 1777)
- Trochus excavatus Lamarck, 1822: synonym of Tegula excavata (Lamarck, 1822)
- Trochus exiguus Pulteney, 1799: synonym of Jujubinus exasperatus'' (Pennant, 1777)
- Trochus exilis Philippi, 1844: synonym of Dikoleps cutleriana (Clark, 1849)
- Trochus fanuloides P. Fischer, 1874: synonym of Rubritrochus pulcherrimus (A. Adams, 1855)
- Trochus fanulum Gmelin, 1791: synonym of Gibbula fanulum (Gmelin, 1791)
- Trochus fermoni Payraudeau, 1826: synonym of Gibbula ardens (Salis Marschlins, 1793)
- Trochus festivus Philippi, 1844: synonym of Trochus radiatus Gmelin, 1791
- Trochus fictilis Jonas, 1846: synonym of Trochus erithreus Brocchi, 1821
- Trochus filosus Philippi, 1844: synonym of Cantrainea peloritana (Cantraine, 1835)
- Trochus flavus Anton in Philippi, 1849: synonym of Calliostoma zizyphinum (Linnaeus, 1758)
- Trochus flosculus P. Fischer, 1878: synonym of Clanculus flosculus P. Fischer, 1880
- Trochus fonki Philippi, 1860: synonym of Calliostoma fonki (Philippi, 1860)
- Trochus formosus McAndrew & Forbes, 1847: synonym of Calliostoma occidentale (Mighels & C. B. Adams, 1842)
- Trochus forskali (Bolt.) Morch: synonym of Trochus noduliferus Lamarck, 1822
- Trochus fossulatulus Souverbie in Souverbie & Montrouzier, 1875: synonym of Hybochelus cancellatus (Krauss, 1848)
- Trochus fragilis Pulteney, 1799: synonym of Calliostoma granulatum (Born, 1778)
- Trochus fragum Philippi, 1848: synonym of Calliostoma fragum (Philippi, 1848)
- Trochus fultoni G.B. Sowerby III, 1890: synonym of Cantharidus fultoni (G. B. Sowerby III, 1890)
- Trochus fulvolabris Hmobron & Jacquinot, 1854: synonym of Coelotrochus viridis (Gmelin, 1791)
- Trochus fuscatus Gmelin, 1791: synonym of Gibbula umbilicaris (Linnaeus, 1758)
- Trochus gemmatus Gould, 1845: synonym of Euchelus gemmatus (Gould, 1845)
- Trochus gemmosus Reeve, 1842: synonym of Astele rubiginosa (Valenciennes, 1846)
- Trochus gibberosus Dillwyn, 1817: synonym of Pomaulax gibberosus (Dillwyn, 1817)
- Trochus gibbosulus Brusina, 1865: synonym of Gibbula varia (Linnaeus, 1758)
- Trochus gilberti Montrouzier in Fischer, 1878: synonym of Cantharidus polychroma (A. Adams, 1853)
- Trochus girgyllus Reeve, 1861: synonym of Bolma girgyllus (Reeve, 1861)
- Trochus glabratus Philippi, 1844: synonym of Cantrainea peloritana (Cantraine, 1835)
- Trochus gmelini Jonas, 1846: synonym of Trochus maculatus Linnaeus, 1758
- Trochus goudoti (Fischer, 1878): synonym of Priotrochus goudoti (Fischer, 1878)
- Trochus granatum Gmelin, 1791: synonym of Calliostoma tigris (Gmelin, 1791)
- Trochus grandinatus Röding, P.F., 1798: synonym of Trochus maculatus Linnaeus, 1758
- Trochus granosus Lamarck, J.B.P.A. de, 1818: synonym of Trochus maculatus Linnaeus, 1758
- Trochus granosus Martyn, 1784: synonym of Turbo granosus (Martyn, 1784)
- Trochus granulatus Born, 1778: synonym of Calliostoma granulatum (Born, 1778)
- Trochus gravesi Forbes, 1844: synonym of Jujubinus striatus (Linnaeus, 1758)
- Trochus gravinae Dautzenberg, 1881: synonym of Jujubinus gravinae (Dautzenberg, 1881)
- Trochus grayanus Philippi, 1846: synonym of Gibbula magus (Linnaeus, 1758)
- Trochus groenlandicus Gmelin, 1791: synonym of Margarites groenlandicus (Gmelin, 1791)
- Trochus gualterianus Philippi, 1848: synonym of Calliostoma gualterianum (Philippi, 1848)
- Trochus gualtierii Weinkauff, 1868: synonym of Calliostoma gualterianum (Philippi, 1848)
- Trochus guildfordiae Reeve, 1842: synonym of Guildfordia triumphans (Philippi, 1841)
- Trochus guttadauri Philippi, 1836: synonym of Gibbula guttadauri (Philippi, 1836)
- Trochus haematragus Menke, 1829: synonym of Astralium haematragum (Menke, 1829)
- Trochus hanleyanus Krauss, 1848: synonym of Trochus nigropunctatus Reeve, 1861
- Trochus helicinus (Phipps, 1774): synonym of Margarites helicinus (Phipps, 1774)
- Trochus heliotropium Martyn, 1784: synonym of Astraea heliotropium (Martyn, 1784)
- Trochus hornungi Bisacchi, 1931: synonym of Ethminolia hornungi (Bisacchi, 1931)
- Trochus horridus Costa O.G., 1861: synonym of Danilia tinei (Calcara, 1839)
- Trochus horridus Philippi, 1846: synonym of Euchelus horridus (Philippi, 1846)
- Trochus hyacinthinus de Blainville, 1830: synonym of Calliostoma laugieri (Payraudeau, 1826)
- Trochus hybridus Linnaeus, 1758: synonym of Philippia hybrida (Linnaeus, 1758)
- Trochus imperialis Gmelin, 1791: synonym of Astraea heliotropium (Martyn, 1784)
- Trochus impervius Menke, 1843: synonym of Oxystele impervia (Menke, 1843)
- Trochus incrassatus Lamarck, 1822: synonym of Trochus stellatus Gmelin, 1791
- Trochus indicus Gmelin, 1791: synonym of Onustus indicus (Gmelin, 1791)
- Trochus inflatus Blainville, 1826: synonym of Gibbula cineraria (Linnaeus, 1758)
- Trochus infundibuliformis Gmelin, 1791: synonym of Heliacus (Teretropoma) infundibuliformis infundibuliformis (Gmelin, 1791)
- Trochus infundibulum Watson, 1879: synonym of Calliotropis infundibulum (Watson, 1879)
- Trochus inornatus d’Orbigny, 1842: synonym of Episcynia inornata (d’Orbigny, 1842)
- Trochus instrictus Gould, 1849: synonym of Herpetopoma instrictum (Gould, 1849)
- Trochus intermedius Monterosato, 1872: synonym of Phorcus mutabilis (Philippi, 1846)
- Trochus interruptus Wood, 1828: synonym of Calliostoma interruptus (Wood, 1828)
- Trochus iridescens Schrenck, 1863: synonym of Lirularia iridescens (Schrenck, 1863)
- Trochus iris Gmelin, 1791: synonym of Cantharidus iris (Gmelin, 1791)
- Trochus irisodontes Quoy & Gaimard, 1834: synonym of Phasianotrochus irisodontes (Quoy & Gaimard, 1834)
- Trochus irregularis Leach, 1852: synonym of Calliostoma zizyphinum (Linnaeus, 1758)
- Trochus japonicus (Dunker, 1845): synonym of Pomaulax japonicus (Dunker, 1845)
- Trochus jonasi Philippi: synonym of Trochus maculatus Linnaeus, 1758
- Trochus jujubinus Gmelin, 1791: synonym of Calliostoma jujubinum (Gmelin, 1791)
- Trochus kochii Kiener: synonym of Trochus erithreus Brocchi, 1821
- Trochus labio Linnaeus, 1758: synonym of Monodonta labio (Linnaeus, 1758)
- Trochus laceyi (G.B. Sowerby, 1889): synonym of Clanculus miniatus (Anton, 1838)
- Trochus laevigatus Gmelin, 1791: synonym of Gibbula varia (Linnaeus, 1758)
- Trochus laevigatus Sowerby J., 1817: synonym of Calliostoma zizyphinum (Linnaeus, 1758)
- Trochus laevigatus Philippi, 1836: synonym of Calliostoma gualterianum (Philippi, 1848)
- Trochus laevissimus Martens, 1881: synonym of Ilanga laevissima (Martens, 1881)
- Trochus lamberti Souverbie, 1875: synonym of Vaceuchelus roseolus (G. Nevill & H. Nevill, 1869)
- Trochus laminarum Jeffreys, 1883: synonym of Margarites laminarum (Jeffreys, 1883)
- Trochus lapistina Philippi, 1844: synonym of Astralium latispina (Philippi, 1844)
- Trochus largillierti Philippi, 1849: synonym of Clanculus largillierti (Philippi, 1849)
- Trochus latior Monterosato, 1880: synonym of Gibbula umbilicaris (Linnaeus, 1758)
- Trochus laugieri Payraudeau, 1826: synonym of Calliostoma laugieri (Payraudeau, 1826)
- Trochus leachii Philippi, 1846: synonym of Margarites costalis (Gould, 1841)
- Trochus lehmanni Menke, 1843: synonym of Prothalotia lehmanni (Menke, 1843)
- Trochus lentiginosus Fischer: synonym of Monilea lentiginosa (A. Adams, 1853)
- Trochus lepidus Philippi, 1846: synonym of Strigosella lepida (Philippi, 1846)
- Trochus leucophaeus Philippi, 1836: synonym of Gibbula leucophaea (Philippi, 1836)
- Trochus lifuanus Fischer, 1878: synonym of Monilea lifuana (P. Fischer, 1878)
- Trochus ligulatus Menke, 1850: synonym of Tegula ligulata (Menke, 1850)
- Trochus lima Watson, 1879: synonym of Trochus rhina Watson, 1886
- Trochus lineatus da Costa, 1778: synonym of Gibbula cineraria (Linnaeus, 1758)
- Trochus lineatus Lamarck, J.B.P.A. de, 1822: synonym of Astralium haematragum (Menke, 1829)
- Trochus lineolatus O. G. Costa, 1830: synonym of Gibbula divaricata (Linnaeus, 1758)
- Trochus lineolatus Potiez & Michaud, 1838: synonym of Gibbula cineraria (Linnaeus, 1758)
- Trochus lineolatus Risso, 1826: synonym of Calliostoma zizyphinum (Linnaeus, 1758)
- Trochus listeri Kiener: synonym of Trochus kochii Philippi, 1844
- Trochus lithophorus Blumenbach, 1803: synonym of Xenophora conchyliophora (Born, 1780)
- Trochus littoralis Brusina, 1865: synonym of Jujubinus striatus (Linnaeus, 1758)
- Trochus lucidus Risso, 1826: synonym of Calliostoma conulum (Linnaeus, 1758): synonym of Calliostoma conulus (Linnaeus, 1758)
- Trochus luctuosus d'Orbigny, 1841: synonym of Tegula luctuosa (d'Orbigny, 1841)
- Trochus lugubris Gmelin, 1791: synonym of Diloma aethiops (Gmelin, 1791)
- Trochus lunaris Gmelin, 1791: synonym of Limacina retroversa (Fleming, 1823)
- Trochus luteus Quoy & Gaimard, 1834: synonym of Bembicium melanostoma (Gmelin, 1791)
- Trochus lyciacus Forbes, 1844: synonym of Gibbula albida (Gmelin, 1791)
- Trochus lyonsii Leach, 1852: synonym of Calliostoma zizyphinum (Linnaeus, 1758)
- Trochus macandreae Carpenter, 1857: synonym of Calliostoma leanum (C. B. Adams, 1852)
- Trochus maculatus Risso, 1826: synonym of Calliostoma laugieri (Payraudeau, 1826)
- Trochus maculatus verrucosus Gmelin, J.F., 1791: synonym of Trochus tubiferus Kiener, 1850
- Trochus magulus Deshayes, 1835: synonym of Gibbula albida (Gmelin, 1791)
- Trochus magus Linnaeus, 1758: synonym of Gibbula magus (Linnaeus, 1758)
- Trochus margaritarius (Philippi, 1846): synonym of Clanculus margaritarius (Philippi, 1846)
- Trochus mariei Fischer, 1886: synonym of Pagodatrochus variabilis (H. Adams, 1873)
- Trochus marmoreus Pease, 1868: synonym of Cantharidus marmoreus (Pease, 1868)
- Trochus martini Smith J., 1839: synonym of Clelandella miliaris (Brocchi, 1814)
- Trochus matoni Payraudeau, 1826: synonym of Jujubinus exasperatus (Pennant, 1777)
- Trochus mauritianus Gmelin, 1791: synonym of Tectus mauritianus (Gmelin, 1791)
- Trochus mediterraneus Wood W., 1828: synonym of Clanculus cruciatus (Linnaeus, 1758)
- Trochus melanostoma Gmelin, 1791: synonym of Bembicium melanostoma (Gmelin, 1791)
- Trochus merula Dillwyn, 1817: synonym of Oxystele merula (Dillwyn, 1817)
- Trochus metallicus Reeve, 1861: synonym of Trochus intextus Kiener, 1850
- Trochus meyeri Philippi, 1848: synonym of Astele armillata (Wood, 1828)
- Trochus michaudi de Blainville, 1830: synonym of Gibbula philberti (Récluz, 1843)
- Trochus miliaris Brocchi, 1814: synonym of Clelandella miliaris (Brocchi, 1814)
- Trochus millegranus Philippi, 1836: synonym of Clelandella miliaris (Brocchi, 1814)
- Trochus miniatus Anton, 1838: synonym of Clanculus miniatus (Anton, 1838)
- Trochus minimum Benoit, 1843: synonym of Homalopoma sanguineum (Linnaeus, 1758)
- Trochus minutulus Jeffreys, 1883: synonym of Lissotesta minima (Seguenza, 1876)
- Trochus modestus Reeve, 1843: synonym of Bolma modesta (Reeve, 1843)
- Trochus modulus Linnaeus, 1758: synonym of Modulus modulus (Linnaeus, 1758)
- Trochus mongenii Monterosato, 1872: synonym of Phorcus mutabilis (Philippi, 1846)
- Trochus montacuti Jeffreys, 1865: synonym of Jujubinus montagui (Wood, 1828)
- Trochus montagui Wood, 1828: synonym of Jujubinus montagui (Wood, 1828)
- Trochus multicolor Krauss, 1848: synonym of Gibbula multicolor (Krauss, 1848)
- Trochus multigranus Philippi, 1848: synonym of Clanculus corallinus (Gmelin, 1791)
- Trochus muricatus Linnaeus, 1758: synonym of Cenchritis muricatus (Linnaeus, 1758)
- Trochus mutabilis Philippi, 1846: synonym of Phorcus mutabilis (Philippi, 1846)
- Trochus nabateus Issel, 1869: synonym of Priotrochus obscurus obscurus (Wood, 1828)
- Trochus nanus Lamarck, 1822: synonym of Bembicium nanum (Lamarck, 1822)
- Trochus nebulosus Philippi, 1848: synonym of Gibbula umbilicaris (Linnaeus, 1758)
- Trochus neritoides Philippi, 1849: synonym of Monodonta neritoides (Philippi, 1849)
- Trochus nigerrimus Gmelin, 1791: synonym of Omphalius nigerrimus (Gmelin, 1791)
- Trochus niloticus Linnaeus, 1767: synonym of Tectus niloticus (Linnaeus, 1767)
- Trochus nobilis Philippi, 1848: synonym of Astele rubiginosa (Valenciennes, 1846)
- Trochus nucleus Philippi, 1849: synonym of Rossiteria nucleus (Philippi, 1849)
- Trochus obliquatus Gmelin, 1791: synonym of Gibbula umbilicalis (da Costa, 1778)
- Trochus obscurus Wood, 1828: synonym of Priotrochus obscurus (W. Wood, 1828)
- Trochus occidentalis Mighels & Adams, 1842: synonym of Calliostoma occidentale (Mighels & C. B. Adams, 1842)
- Trochus ochotensis Philippi, 1851: synonym of Margarites ochotensis (Philippi, 1851)
- Trochus ochraceus Philippi, 1846: synonym of Pomaulax gibberosus (Dillwyn, 1817)
- Trochus ochroleurcus [sic]: synonym of Trochus ochroleucus Gmelin, 1791
- Trochus olfersii Philippi, 1850: synonym of Lithopoma tectum ([Lightfoot], 1786)
- Trochus olivaceus Anton, 1838: synonym of Gibbula adriatica (Philippi, 1844)
- Trochus ornatus Lamarck, 1822: synonym of Calliostoma ornatum (Lamarck, 1822)
- Trochus ottoi Philippi, 1844: synonym of Calliotropis ottoi (Philippi, 1844)
- Trochus pagodus Linnaeus, 1758: synonym of Tectarius pagodus (Linnaeus, 1758)
- Trochus pallidus Hombron & Jacquinot, 1854: synonym of Cantharidus purpureus (Gmelin, 1791)
- Trochus papillosum Da Costa, 1778: synonym of Calliostoma granulatum (Born, 1778)
- Trochus papillosus da Costa, 1778: synonym of Calliostoma granulatum (Born, 1778)
- Trochus parvulus Philippi, 1844: synonym of Jujubinus montagui (Wood, 1828)
- Trochus patagonicus d'Orbigny, 1835: synonym of Tegula patagonica (d'Orbigny, 1835)
- Trochus patholatus Dillwyn, 1817: synonym of Gibbula tumida (Montagu, 1803)
- Trochus pauperculus Lischke, 1872: synonym of Herpetopoma pauperculum (Lischke, 1872)
- Trochus pellucidus Valenciennes, 1846: synonym of Calliostoma pellucidum (Valenciennes, 1846)
- Trochus pennanti Philippi, 1846: synonym of Gibbula pennanti (Philippi, 1846)
- Trochus perlatus Gmelin, 1791: synonym of Modulus perlatus (Gmelin, 1791) represented as Modulus modulus (Linnaeus, 1758)
- Trochus perspectiviunculus Dillwyn, 1817: synonym of Heliacus variegatus (Gmelin, 1791)
- Trochus perspectivus Linnaeus, 1758: synonym of Architectonica perspectiva (Linnaeus, 1758)
- Trochus perversus Linnaeus, 1758: synonym of Monophorus perversus (Linnaeus, 1758)
- Trochus pharaonius Linnaeus, 1758: synonym of Clanculus pharaonius (Linnaeus, 1758)
- Trochus phasianellus (Deshayes, 1863): synonym of Calliotrochus marmoreus (Pease, 1861)
- Trochus philberti Récluz, 1843: synonym of Gibbula philberti (Récluz, 1843)
- Trochus philippensis R. B. Watson, 1881: synonym of Spectamen philippense (Watson, 1881)
- Trochus philippii Aradas, 1847: synonym of Gibbula cineraria (Linnaeus, 1758)
- Trochus pictus W. Wood, 1828: synonym of Thalotia conica (Gray, 1827)
- Trochus pictus Philippi, 1846: synonym of Gibbula spratti (Forbes, 1844)
- Trochus pileus Lamarck, 1822: synonym of Trochita pileus (Lamarck, 1822)
- Trochus piperinus Philippi, 1849: synonym of Diloma piperina (Philippi, 1849)
- Trochus planus Quoy & Gaimard, 1834: synonym of Bembicium nanum (Lamarck, 1822)
- Trochus polaris Philippi, 1846: synonym of Margarites costalis (Gould, 1841)
- Trochus ponsonbyi G.B. Sowerby, 1888: synonym of Priotrochus obscurus ponsonbyi (G. B. Sowerby, 1888)
- Trochus poupineli Montrouzier in Souverbie & Montrouzier, 1875: synonym of Calliostoma comptum A. Adams, 1855
- Trochus prodicta Fischer, 1879: synonym of Ethminolia probabilis Iredale, 1924
- Trochus profugus de Gregorio, 1889: synonym of Danilia tinei (Calcara, 1839)
- Trochus pruninus Gould, 1849: synonym of Cantharidus capillaceus (Philippi, 1849)
- Trochus pulligo Gmelin, 1791: synonym of Tegula pulligo (Gmelin, 1791)
- Trochus punctulatus Martyn, 1784: synonym of Calliostoma punctulatum (Martyn, 1784)
- Trochus puniceus (Philippi, 1846): synonym of Clanculus puniceus (Philippi, 1846)
- Trochus purpureus Risso, 1826: synonym of Clanculus cruciatus (Linnaeus, 1758)
- * Trochus pustulosus Philippi, 1849: synonym of Trochus calcaratus Souverbie in Souverbie & Montrouzier, 1875
- Trochus pyramidatus Lamarck, 1822: synonym of Jujubinus exasperatus (Pennant, 1777)
- Trochus quadricarinatus Holten, 1802: synonym of Euchelus asper (Gmelin, 1791)
- Trochus quadricostatus W. Wood, 1828: synonym of Tegula quadricostata (W. Wood, 1828)
- Trochus racketti Payraudeau, 1826: synonym of Gibbula racketti (Payraudeau, 1826)
- Trochus radians Lamarck, 1816: synonym of Trochita trochiformis (Born, 1778)
- Trochus radiatus Anton, 1838: synonym of Phorcus richardi (Payraudeau, 1826)
- Trochus rarilineatus Michaud, 1829: synonym of Gibbula rarilineata (Michaud, 1829)
- Trochus reinierius Risso, 1826: synonym of Jujubinus exasperatus (Pennant, 1777)
- Trochus rhina Watson, 1886: synonym of Calliotropis rhina (Watson, 1886)
- Trochus rhodostomus Lamarck, 1822: synonym of Astralium rhodostomum (Lamarck, 1822)
- Trochus rhysus Watson, 1879: synonym of Calliotropis rhysa (Watson, 1879)
- Trochus richardi (Payraudeau, 1826): synonym of Phorcus richardi (Payraudeau, 1826)
- Trochus rigatus Philippi, 1849: synonym of Monilea callifera (Lamarck, 1822)
- Trochus roissyi Payraudeau, 1826: synonym of Gibbula varia (Linnaeus, 1758)
- Trochus roseolus G. Nevill & H. Nevill, 1869: synonym of Vaceuchelus roseolus (G. Nevill & H. Nevill, 1869)
- Trochus roseus Salis Marschlins, 1793: synonym of Clanculus corallinus (Gmelin, 1791)
- Trochus rostratus Gmelin, 1791: synonym of Cantharidus purpureus (Gmelin, 1791)
- Trochus rotellina Gould, 1849: synonym of Camitia rotellina (Gould, 1849)
- Trochus rotularius Lamarck, 1822: synonym of Astralium rotularium (Lamarck, 1822)
- Trochus rubiginosus Valenciennes, 1846: synonym of Astele rubiginosa (Valenciennes, 1846)
- Trochus rugulosus Koch, 1848: synonym of Trochus maculatus Linnaeus, 1758
- Trochus ruscurianus Weinkauff, 1868: synonym of Jujubinus ruscurianus (Weinkauff, 1868)
- Trochus rusticus Gmelin, 1791: synonym of Omphalius rusticus (Gmelin, 1791)
- Trochus sacellus Philippi, R.A., 1854: synonym of Trochus calcaratus Souverbie in Souverbie & Montrouzier, 1875
- Trochus sagittiferus Lamarck, 1822: synonym of Phorcus sauciatus (Koch, 1845)
- Trochus sandwichiensis Souleyet, F.L.A., 1852: synonym of Trochus intextus Kiener, L.C., 1850
- Trochus sarniensis Norman, 1888: synonym of Gibbula umbilicalis (da Costa, 1778)
- Trochus sauciatus Koch, 1845: synonym of Phorcus sauciatus (Koch, 1845)
- Trochus saulcyi d'Orbigny, 1840: synonym of Phorcus sauciatus (Koch, 1845)
- Trochus scaber Linnaeus, 1758: synonym of Euchelus scaber (Linnaeus, 1758)
- Trochus scabrosus Philippi, 1850: synonym of Clanculus scabrosus (Philippi, 1850)
- Trochus scabrosus Jeffreys, 1883: synonym of Putzeysia wiseri (Calcara, 1842)
- Trochus schantaricus Middendorff, 1849: synonym of Margarites schantaricus (Middendorff, 1849)
- Trochus scrobiculatus Souverbie & Montrouzier, 1866: synonym of Vaceuchelus clathratus (A. Adams, 1853)
- Trochus scrobiculatus Souverbie, 1886: synonym of Vaceuchelus scrobiculatus (Souverbie, 1866)
- Trochus selectus Dillwyn, 1817: synonym of Calliostoma selectum (Dillwyn, 1817)
- Trochus semicostatus Kiener, 1850: synonym of Astralium semicostatum (Kiener, 1850)
- Trochus semiglobosus Aradas, 1847: synonym of Gibbula pennanti (Philippi, 1846)
- Trochus semistriatus d'Orbigny, 1842: synonym of Teinostoma semistriatum (d'Orbigny, 1842)
- Trochus seriatus Megerle von Mühlfeld, 1824: synonym of Monophorus perversus (Linnaeus, 1758)
- Trochus seriopunctatus de Blainville, 1830: synonym of Calliostoma laugieri (Payraudeau, 1826)
- Trochus shinagawaensis Tokunaga, 1906: synonym of Calliostoma shinagawaense (Tokunaga, 1906)
- Trochus signatus Jonas, 1844: synonym of Priotrochus obscurus obscurus (Wood, 1828)
- Trochus sinensis Gmelin, 1791: synonym of Oxystele sinensis (Gmelin, 1791)
- Trochus sismondae Issel, 1869: synonym of Peasiella isseli (Semper in Issel, 1869)
- Trochus smaragdinus Monterosato, 1880: synonym of Jujubinus striatus (Linnaeus, 1758)
- Trochus smaragdus Reeve, 1862: synonym of Trochus maculatus Linnaeus, 1758
- Trochus smithi Wood, 1828: synonym of Monilea smithi (Wood, 1828)
- Trochus socius Fischer P., 1895: synonym of Jujubinus exasperatus (Pennant, 1777)
- Trochus solaris Linnaeus, 1764: synonym of Stellaria solaris (Linnaeus, 1764)
- Trochus solaris Brocchi, 1814: synonym of Bolma rugosa (Linnaeus, 1767)
- Trochus solidus Jonas: synonym of Trochus firmus Philippi, 1849
- Trochus splendidus Philippi, 1855: synonym of Astele rubiginosa (Valenciennes, 1846)
- Trochus spongiarum Bucquoy, Dautzenberg & Dollfus, 1885: synonym of Calliostoma laugieri (Payraudeau, 1826)
- Trochus spratti Forbes, 1844: synonym of Gibbula spratti (Forbes, 1844)
- Trochus spurcus Gould, 1856: synonym of Gibbula spurca (Gould, 1856)
- Trochus squamiferus Koch, 1844: synonym of Bellastraea squamifera (Koch, 1844)
- Trochus stellaris Röding, 1798: synonym of Trochus stellatus Gmelin, 1791
- Trochus stenomphalus G. B. Sowerby III, 1890: synonym of Jujubinus suarezensis fultoni (G. B. Sowerby III, 1890) †
- Trochus stramineus Gmelin, 1791: synonym of Heliacus (Grandeliacus) stramineus (Gmelin, 1791)
- Trochus striatulus Garrett, 1857: synonym of Calliotrochus marmoreus (Pease, 1861)
- Trochus striatus (Linnaeus, 1758): synonym of Jujubinus striatus (Linnaeus, 1758)
- Trochus strigosus Gmelin, 1791: synonym of Gibbula cineraria (Linnaeus, 1758)
- Trochus suavis Philippi, 1850: synonym of Pictodiloma suavis (Philippi, 1850)
- Trochus subcarinatus (Swainson, 1855): synonym of Astele subcarinata Swainson, 1855
- Trochus subviridis Philippi, 1848: synonym of Trochus nigropunctatus Reeve, 1861
- Trochus succinctus Monterosato, 1880: synonym of Gibbula ardens (Salis Marschlins, 1793)
- Trochus sulcatus Gmelin, 1791: synonym of Cookia sulcata (Lightfoot, 1786)
- Trochus sulcatus Martyn, 1784: synonym of Cookia sulcata (Lightfoot, 1786)
- Trochus surgillatus Reeve, 1861: synonym of Trochus radiatus Gmelin, 1791
- Trochus suturalis Philippi, 1836: synonym of Callumbonella suturalis (Philippi, 1836)
- Trochus tampaensis Conrad, 1846: synonym of Calliostoma tampaense (Conrad, 1846)
- Trochus tamsii Dunker in Philippi, 1845: synonym of Phorcus atratus (Wood, 1828)
- Trochus tantillus Gould, 1849: synonym of Peasiella tantilla (Gould, 1849)
- Trochus tectum Gmelin, 1791: synonym of Modulus tectum (Gmelin, 1791)
- Trochus tectumchinense Noodt, 1819: synonym of Pomaulax gibberosus (Dillwyn, 1817)
- Trochus tectus Lightfoot, 1786: synonym of Lithopoma tectum (Lightfoot, 1786)
- Trochus tenebricus Reeve, 1861: synonym of Trochus intextus Kiener, 1850
- Trochus tentoriiformis Jonas, 1845: synonym of Astralium tentoriiforme (Jonas, 1845)
- Trochus tentorium Gmelin, 1791: synonym of Tectus tentorium (Gmelin, 1791)
- Trochus tenuis Montagu, 1803: synonym of Calliostoma granulatum (Born, 1778)
- Trochus tessulatus Born, 1778: synonym of Phorcus turbinatus (Born, 1778)
- Trochus tetragonostoma Jordan, 1895: synonym of Callumbonella suturalis (Philippi, 1836)
- Trochus textilis Reeve, 1861: synonym of Trochus nigropunctatus Reeve, 1861
- Trochus texturatus Gould, 1849: synonym of Cantharidus purpureus (Gmelin, 1791)
- Trochus tiaratus Quoy & Gaimard, 1834: synonym of Coelotrochus tiaratus (Quoy & Gaimard, 1834)
- Trochus tiberianus Crosse, 1863: synonym of Cantharidella tiberiana (Crosse, 1863)
- Trochus tigrinus Anton, 1838: synonym of Oxystele tigrina (Anton, 1838)
- Trochus tigris Gmelin, 1791: synonym of Calliostoma tigris (Gmelin, 1791)
- Trochus tornatus Röding, 1798: synonym of Calliostoma tornatum (Röding, 1798)
- Trochus torosus Kiener, 1850: synonym of Cantharidus purpureus (Gmelin, 1791)
- Trochus torquatus Anton in Philippi, 1848: synonym of Calliostoma pellucidum (Valenciennes, 1846)
- Trochus tranquebaricus Röding, 1798: synonym of Calliostoma tranquebaricum (Röding, 1798)
- Trochus tricarinatus Lamarck, 1818: synonym of Euchelus asper (Gmelin, 1791)
- Trochus tricolor Risso, 1826: synonym of Jujubinus exasperatus (Pennant, 1777)
- Trochus trisulcatus Forsskål in Niebuhr, 1775: synonym of Terebralia palustris (Linnaeus, 1767)
- Trochus triumphans Philippi, 1841: synonym of Guildfordia triumphans (Philippi, 1841)
- Trochus tuber Linnaeus, 1758: synonym of Lithopoma tuber (Linnaeus, 1758)
- Trochus tuberculatus da Costa, 1778: synonym of Gibbula magus (Linnaeus, 1758)
- Trochus tuberculatus Risso, 1826: synonym of Gibbula fanulum (Gmelin, 1791)
- Trochus tuberculosus d'Orbigny, 1842: synonym of Parviturbo tuberculosus (d'Orbigny, 1842)
- Trochus tubifer [sic]: synonym of Trochus tubiferus Kiener, 1850
- Trochus tumidulus Nardo, 1847: synonym of Jujubinus montagui (Wood, 1828)
- Trochus tumidulus Aradas, 1846: synonym of Jujubinus tumidulus (Aradas, 1846)
- Trochus tumidus Montagu, 1803: synonym of Gibbula tumida (Montagu, 1803)
- Trochus turbiformis Salis Marschlins, 1793: synonym of Phorcus articulatus (Lamarck, 1822)
- Trochus turbinatus Born, 1778: synonym of Osilinus turbinatus (Born, 1778)
- Trochus turbinoides Deshayes, 1835: synonym of Gibbula turbinoides (Deshayes, 1835)
- Trochus umbilicalis da Costa, 1778: synonym of Gibbula umbilicalis (da Costa, 1778)
- Trochus umbilicaris Linnaeus, 1758: synonym of Gibbula umbilicaris (Linnaeus, 1758)
- Trochus umbilicatus Montagu, 1803: synonym of Gibbula umbilicalis (da Costa, 1778)
- Trochus undosus W. Wood, 1828: synonym of Megastraea undosa (W. Wood, 1828)
- Trochus undulatus Risso, 1826: synonym of Gibbula fanulum (Gmelin, 1791)
- Trochus unguis W. Wood, 1828: synonym of Uvanilla unguis (W. Wood, 1828)
- Trochus unicus Dunker, 1860: synonym of Calliostoma unicum (Dunker, 1860)
- Trochus unidentatus Philippi, 1844: synonym of Jujubinus unidentatus (Philippi, 1844)
- Trochus vaillanti P. Fisher, 1882: synonym of Solariella vaillanti (P. Fischer, 1882)
- Trochus varians O. G. Costa, 1830: synonym of Gibbula divaricata (Linnaeus, 1758)
- Trochus varians Deshayes, 1835: synonym of Gibbula adriatica (Philippi, 1844)
- Trochus variegatus Gmelin, 1791: synonym of Heliacus (Heliacus) variegatus (Gmelin, 1791)
- Trochus varius Linnaeus, 1758: synonym of Gibbula varia (Linnaeus, 1758)
- Trochus venosus Megerle von Mühlfeld, 1816: synonym of Jujubinus unidentatus (Philippi, 1844)
- Trochus vernus Gmelin, J.F., 1791: synonym of Trochus maculatus Linnaeus, 1758
- Trochus verrucosus Gmelin, 1791: synonym of Trochus maculatus Linnaeus, 1758
- Trochus vestiarius Linnaeus, 1758: synonym of Umbonium vestiarium (Linnaeus, 1758)
- Trochus vieillioti (Payraudeau, 1826): synonym of Clanculus cruciatus (Linnaeus, 1758)
- Trochus villicus Philippi, 1844: synonym of Gibbula philberti (Récluz, 1843)
- Trochus violaceus Risso, 1826: synonym of Calliostoma conulum (Linnaeus, 1758): synonym of Calliostoma conulus (Linnaeus, 1758)
- Trochus virgatus Gmelin, 1791: synonym of Tectus virgatus (Gmelin, 1791)
- Trochus viridis Gmelin, 1791: synonym of Coelotrochus viridis (Gmelin, 1791)
- Trochus viridulus Gmelin, 1791: synonym of Tegula viridula (Gmelin, 1791)
- Trochus vividus Reeve, 1861 : synonym of Trochus radiatus Gmelin, 1791
- Trochus vulgaris Risso, 1826: synonym of Jujubinus exasperatus (Pennant, 1777)
- Trochus wilsi Pickery, 1989: synonym of Trochus cariniferus Reeve, 1842
- Trochus wiseri Calcara, 1842: synonym of Putzeysia wiseri (Calcara, 1842)
- Trochus yokohamensis Bock, 1878: synonym of Kanekotrochus infuscatus (Gould, 1861)
- Trochus zelandicus Quoy & Gaimard, 1834: synonym of Diloma zelandica (Quoy & Gaimard, 1834)
- Trochus ziczac Gmelin, 1791: synonym of Echinolittorina ziczac (Gmelin, 1791)
- Trochus zizyphinus Linnaeus, 1758: synonym of Calliostoma zizyphinum (Linnaeus, 1758)
- Trochus zonatus Jeffreys, 1856: synonym of Phorcus turbinatus (Born, 1778)
- Trochus (Collonia) verruca Gould, 1845: synonym of Collonista verruca (Gould, 1845)

The following species are nomina dubia (names of unknown or doubtful application)
- Trochus bicinctus Philippi, 1849
- Trochus quadricinctus Mühlfeld, 1824

Species inquirenda
- Trochus artensis P. Fischer, 1878
- Trochus fabrei Montrouzier in Fischer, 1878
- Trochus incarnatus Philippi, 1846
- Trochus pulchellus Philippi, 1846
- Trochus reevei Montrouzier in Souverbie & Montrouzier, 1866
- Trochus rhodomphalus Souverbie in Souverbie & Montrouzier, 1875
- Trochus saga Philippi, 1846
- Trochus scrobiculatus Souverbie in Souverbie & Montrouzier, 1866
- Trochus sublaevis Geinitz, 1842
- Trochus subviridis Philippi, 1848

## Hình ảnh

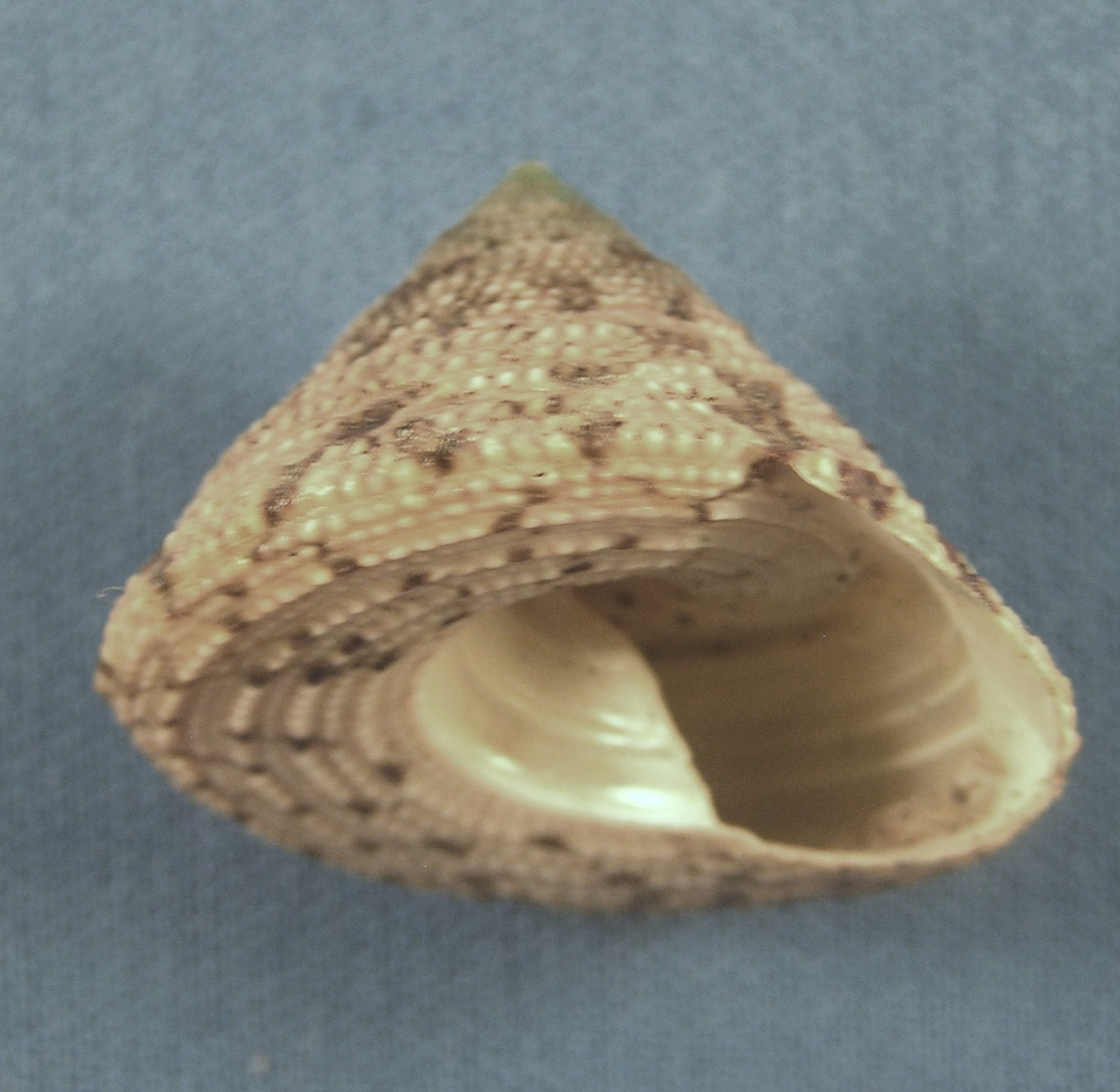
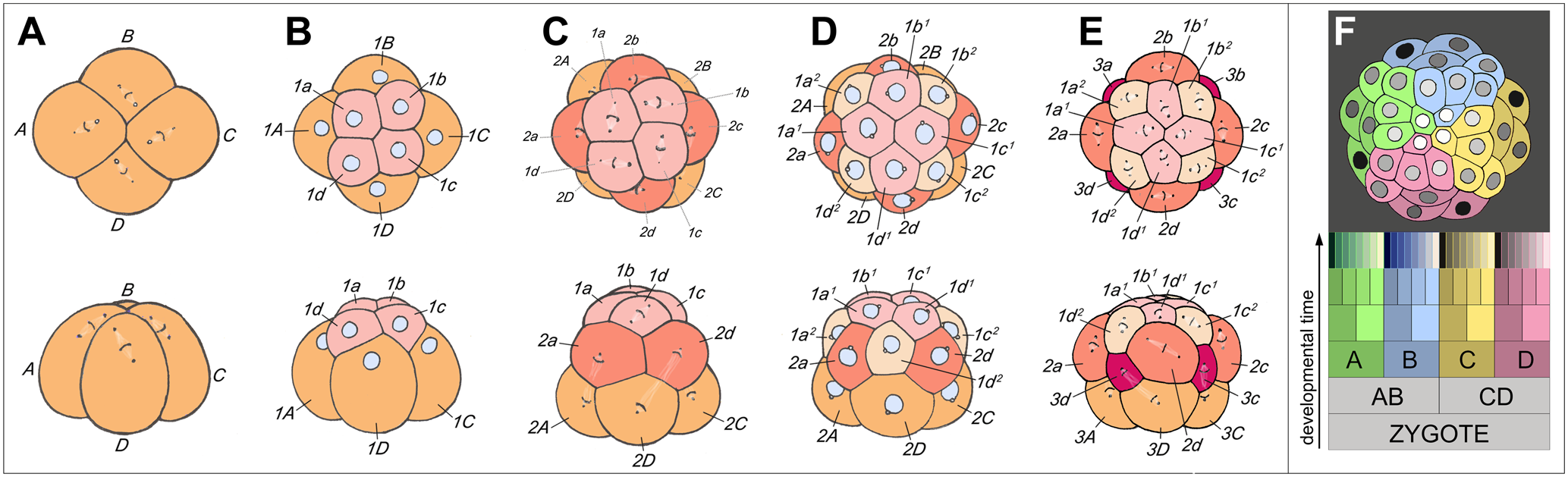